# توبیگن، بوهول
توبیگن، بوهول (به لاتین: Tubigon, Bohol) یک سکونتگاه مسکونی در فیلیپین است که در بهل (فیلیپین) واقع شده‌است.

## نگارخانه

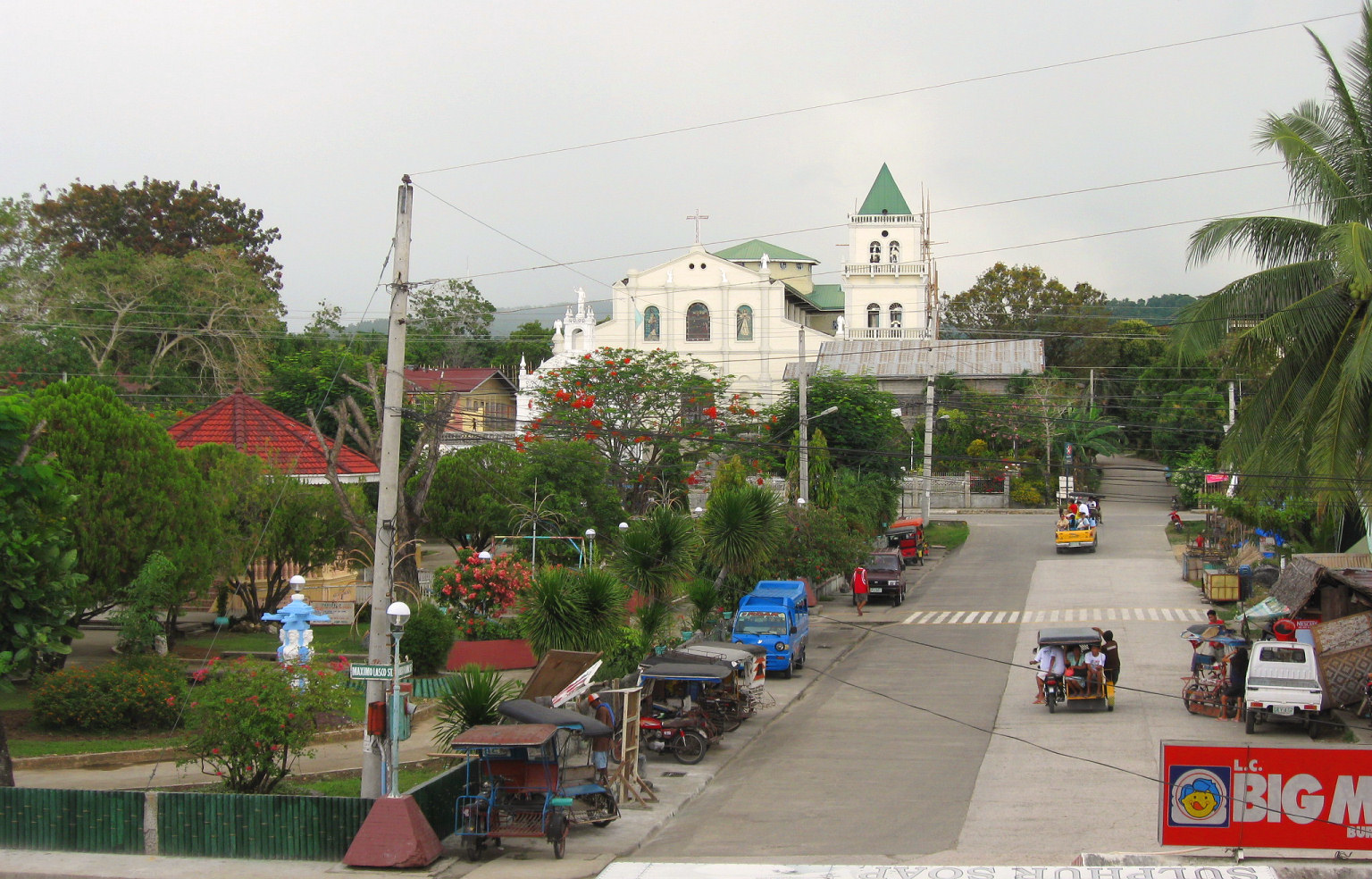
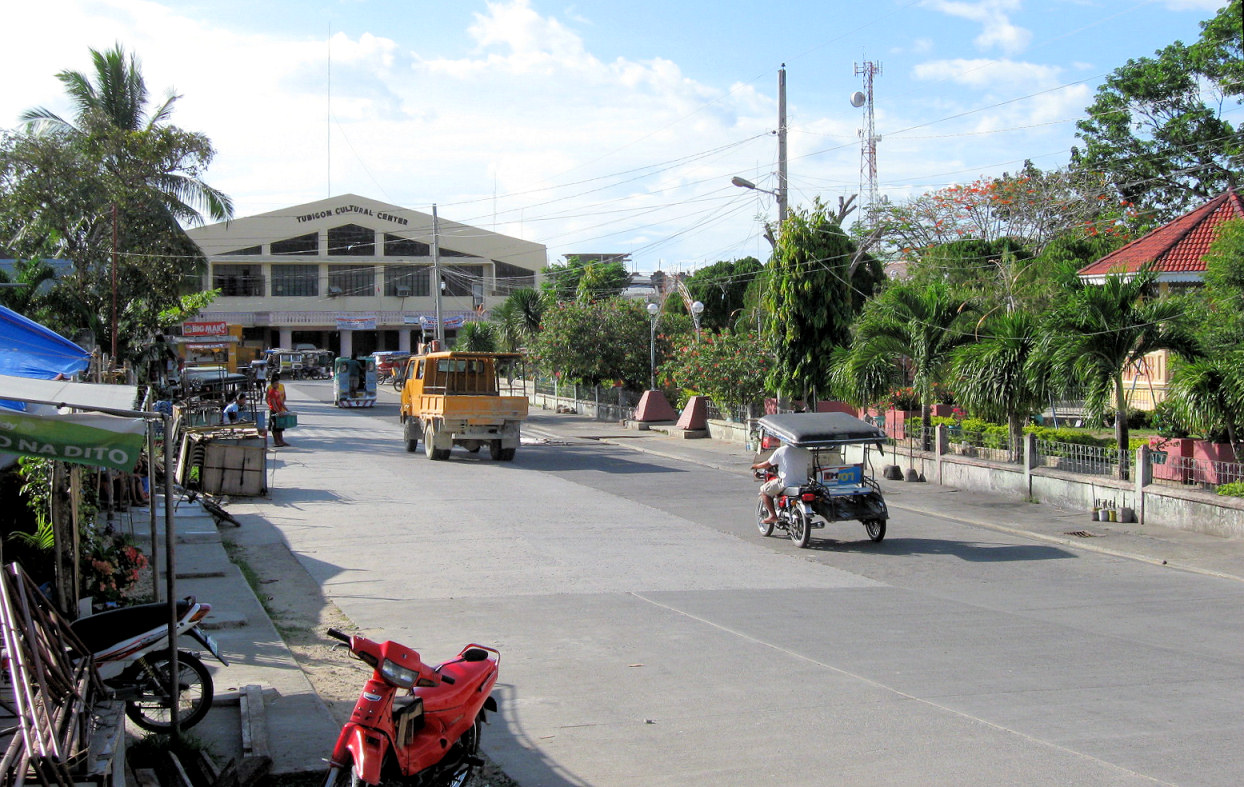
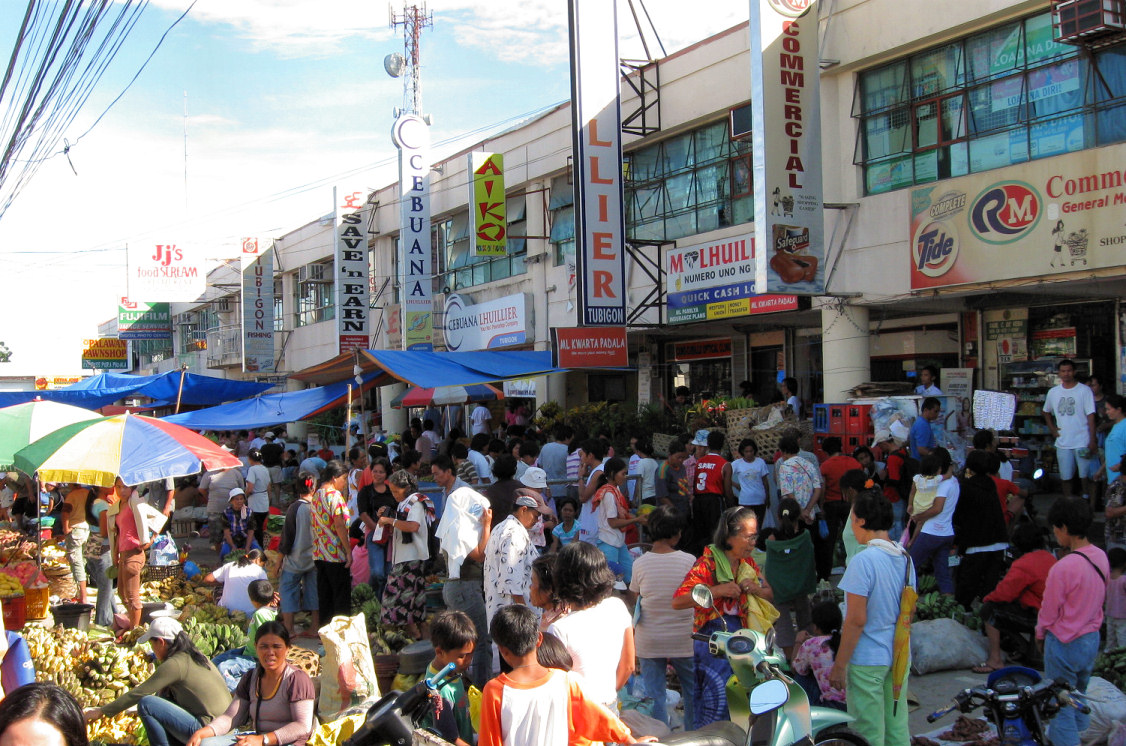

## خصوصیات
توبیگن ۴۴٬۹۰۲ نفر جمعیت دارد.